# Aéroport international de Manaus
L'Aéroport international de Manaus – Eduardo Gomes (code IATA : MAO • code OACI : SBEG) est le principal aéroport desservant Manaus, au Brésil. Il est baptisé d'après le Maréchal de l'Air Eduardo Gomes (1896-1981), homme politique et militaire brésilien. Il est exploité par Infraero.

## Histoire
Eduardo Gomes - Manaus a remplacé l'aéroport de Ponta Pelada comme principal aéroport de Manaus, en 1976. 
La construction de l'aéroport a débuté en 1972 et il a été officiellement inauguré le 26 mars 1976. Il était alors le plus moderne aéroport au Brésil et le premier à fonctionner avec des passerelles aéroportuaires. Bien qu'initialement prévu pour être nommé Aéroport Supersonique de Manaus, il a eu son nom officiel Eduardo Gomes avec la loi 5.967 du 11 décembre 1973.
L'aéroport dispose de deux terminaux de passagers. Le terminal 1 reçoit des vols nationaux et internationaux ; le terminal 2, ouvert le 12 mars 1985, reçoit de l'aviation générale et certains vols régionaux. En outre, l'aéroport dispose de trois terminaux de fret, ouverts en 1976, 1980 et 2004. Ils ont une superficie totale de 49 000 m2 et peuvent traiter jusqu'à 12 000 t/mois de fret.
Le gouvernement de Jair Bolsonaro met en vente l'aéroport en 2021.

## Situation
| \| 200 km1:42 212 000 \| São Paulo-Guarulhos São Paulo-Congonhas Brasília Rio-Galeão Belo Horizonte Campinas Rio-Santos-Dumont Recife Porto Alegre Salvador Fortaleza Curitiba Florianópolis Belém Vitória Goiânia Manaus Navegantes |
| 200 km1:42 212 000 |

## Statistiques
Le graphique qui aurait dû être présenté ici ne peut pas être affiché car il utilise l'ancienne extension Graph, désactivée pour des questions de sécurité. Des indications pour créer un nouveau graphique avec la nouvelle extension Chart sont disponibles ici.

Voir la requête brute et les sources sur Wikidata.

## Compagnies aériennes et destinations
Dans les années 1970, la ligne Paris-Cayenne-Lima d'Air France passait par Manaus.
| Compagnies              | Destinations |
| ----------------------- | --- |
| Air France              | Paris-Charles de Gaulle |
| Avianca                 | Bogota-El Dorado |
| Azul Brazilian Airlines | - Belém, - Boa Vista, - Eirunepé, - Fortaleza, - Fort Lauderdale-Hollywood, - Itaituba, - Parintins, - Porto Trombetas (pt), - Recife, - Santarém, - São Gabriel da Cachoeira, - São Paulo/Campinas, - Tabatinga, - Tefé |
| Azul Conecta            | - Apuí, - Barcelos, - Borba, - Coari, - Lábrea, - Manicore, - Maués, - Santa Isabel do Rio Negro, - Tefé |
| Conviasa                | Ciudad Guayana |
| Copa Airlines           | Panama-Tocumen |
| Gol Transportes Aéreos  | Brasília, Fortaleza, Rio Branco, Rio de Janeiro/Galeão, São Paulo/Guarulhos En saison: Miami |
| LATAM Brasil            | - Belém, - Brasília, - Fortaleza, - Porto Velho (en), - Rio de Janeiro/Galeão, - São Paulo/Guarulhos |
| Korean Air              | Séoul-Incheon |
| MAP Linhas Aéreas       | - Carauari, - Coari, - Manassas (en), - Santa Isabel do Rio Negro, - São Paulo de Olivença (en), - Tefé |
| Total Linhas Aéreas     | Charter: Carauari, |

Édité le 07/10/2018  Actualisé le 8/01/2024

## Accès
L'aéroport est situé à 14 km (9 miles) au nord du centre-ville de Manaus.